# 武隆区
武隆区（ぶりゅうく）は中華人民共和国重慶市に位置する市轄区。

## 地理
烏江が東西に流れ、観光地として知られる芙蓉江が合流している。

## 歴史
619年（武徳2年）、唐朝により設置された武竜県を前身とする。1380年（洪武13年）に広西に同名の県が存在したことより武隆県に改称されたが、清朝が成立すると1668年（康熙7年）に武隆県は廃止され涪州に編入、武隆巡検司が新に設置、1802年（嘉慶7年）には武隆分州と改編された。
中華民国が成立すると、1913年（民国2年）、武隆分州は武隆分県に改称、1942年（民国31年）には武隆設治局とされた。1945年（民国34年）1月、武隆県に昇格した。2016年11月に市轄区の武隆区に改編され現在に至る。

## 行政区画
下部に4街道、10鎮、8郷、4民族郷を管轄する。
- 街道
  - 鳳山街道、芙蓉街道、羊角街道、仙女山街道
- 鎮
  - 白馬鎮、江口鎮、火炉鎮、鴨江鎮、長壩鎮、平橋鎮、桐梓鎮、和順鎮、双河鎮、鳳来鎮
- 郷
  - 廟埡郷、黄鶯郷、滄溝郷、土地郷、白雲郷、接竜郷、趙家郷、大洞河郷
- 民族郷
  - 石橋ミャオ族トゥチャ族郷、文復ミャオ族トゥチャ族郷、後坪ミャオ族トゥチャ族郷、浩口ミャオ族コーラオ族郷

## 名所・旧跡・観光スポット
- 中国南方カルスト
- 芙蓉江（中国語版）
- 芙蓉洞（中国語版）

## 交通

### 空港
- 重慶仙女山空港（中国語版）

### 鉄道
- 渝黔都市間鉄道（中国語版）
  - 武隆南駅
- 渝懐線（中国語版）
  - 武隆駅（中国語版）

### 道路
- 高速道路
  -  包茂高速道路
  -  銀百高速道路
- 国道
  - G319国道（中国語版）
  - G353国道（中国語版）

## 健康・医療・衛生
- 武隆区中医院
- 武隆区婦幼保健院
- 福康医院
- 武隆区人民医院